# Кубок Европы по пляжному футболу среди женщин
Кубок Европы по пляжному футболу среди женщин (англ. Women Euro Beach Soccer Cup) — европейское соревнование по пляжному футболу. Проводится ежегодно под эгидой Beach Soccer Worldwide, начиная с 2016 года. В турнире принимают участие шесть женских европейских команд, которые в ходе жеребьёвки разбиваются на группы. Команды, занявшие в своих группах первые места разыгрывают между собой титул, занявшие вторые места — третье, а третьи — пятое место.

## Результаты
| Год         | Место проведения    |         | Победитель | Второе место | Третье место | Четвертое место     | Лучший игрок    | Лучший вратарь                                                     | Лучший бомбардир |
| ----------- | ------------------- | ------- | ---------- | ------------ | ------------ | ------------------- | --------------- | ------------------------------------------------------------------ | ---------------- |
| 2016 Детали | Кашкайш, Португалия | Испания | Швейцария  | Португалия   | Англия       | Андреа Мирон        | Сюзанна Штуц    | Молли Кларк                                                        |                  |
| 2017 Детали | Назаре, Португалия  | Англия  | Швейцария  | Нидерланды   | Чехия        | Гритси ван дер Берг | Люси Квин       | Джемма Хиллиер                                                     |                  |
| 2018 Детали | Назаре, Португалия  | Россия  | Испания    | Швейцария    | Англия       | Марина Фёдорова     | Мария Хосе Понс | Анастасия Горшкова                                                 |                  |
| 2019 Детали | Назаре, Португалия  | Россия  | Испания    | Швейцария    | Англия       | Марина Фёдорова     | Виктория Силина | Марина Фёдорова Анна Чернякова Молли Кларк Натали Шенк Ева Бачманн |                  |

## Распределение медалей по странам
| Команда    | Победитель     | Второе место   | Третье место   |
| ---------- | -------------- | -------------- | -------------- |
| Россия     | 2 (2018, 2019) | -              | -              |
| Испания    | 1 (2016)       | 2 (2018, 2019) | -              |
| Англия     | 1 (2017)       | -              | -              |
| Швейцария  | -              | 2 (2016, 2017) | 2 (2018, 2019) |
| Нидерланды | -              | -              | 1 (2017)       |
| Португалия | -              | -              | 1 (2016)       |